# Saginaw
Saginaw är en stad i Saginaw County i delstaten Michigan, USA. Saginaw är administrativ huvudort (county seat) i Saginaw County. 
Härifrån kommer bland andra tennisspelarna Serena och Venus Williams, musikern Stevie Wonder och flygplanskonstruktören Edward Heinemann. Staden nämns i Paul Simons sång "America" och i The Monkees sång "If I Ever Get To Saginaw Again".